# Robert Garcia (político)
Robert Julio García (nacido el 2 de diciembre de 1977) es un educador y político estadounidense que se desempeña como representante de los Estados Unidos para el distrito 42 del Congreso de California desde 2023.
Miembro del Partido Demócrata, se desempeñó como alcalde número 28 de Long Beach, California de 2014 a 2022. García fue el alcalde abiertamente LGBT más joven y el primero en ser electo de la ciudad, así como el primer latino en ocupar el cargo. Es la segunda persona de color en ser alcalde de Long Beach, después de la republicana Eunice Sato, una japonesa-estadounidense, quien sirvió de 1980 a 1982. García es el primer peruano-estadounidense en ser elegido para el Congreso, y es uno de los dos primeros miembros LGBT totalmente latinos del Congreso (junto con George Santos). García, exmiembro del Concejo Municipal de Long Beach, fue vicealcalde de 2012 a 2014. Fue elegido miembro de la Cámara de Representantes el día de las elecciones de 2022.